# Lou Duva
Lou Duva, właśc. Louis Duva (ur. 28 maja 1922 w Nowym Jorku, zm. 8 marca 2017 w Paterson) – amerykański trener boksu i menedżer pochodzenia włoskiego. Wśród jego podopiecznych był między innymi Andrzej Gołota oraz 19 zawodowych mistrzów świata.

## Życiorys
Urodził się 28 maja 1922 na Manhattanie, w rodzinie włoskich emigrantów z Foggii.
Zajmował się organizacją gal bokserskich w ponad 20 krajach na 6 kontynentach. Od 1998 był członkiem Międzynarodowej Bokserskiej Galerii Sław i Bokserskiej Galerii Sław New Jersey.
Zawodowi mistrzowie świata trenowani przez Lou Duvę: Terry Everson, Pernell Whitaker, Michael Moorer, Arturo Gatti, Meldrick Taylor, Mark Breland, Lennox Lewis, Joey Giardello, Rocky Lockridge, Bobby Czyz, Livingstone Bramble, Johnny Bumphus, Tony Tucker, Mike McCallum, Vinny Pazienza, Darrin Van Horn, John John Molina, Eddie Hopson, Héctor Camacho, Fernando Vargas, Evander Holyfield.